# Henry Johansen
Henry Høgfeldt Johansen (ur. 21 lipca 1904 w Oslo, zm. 29 maja 1988 tamże) – piłkarz norweski grający na pozycji bramkarza. W swojej karierze rozegrał 48 meczów w reprezentacji Norwegii. Był także skoczkiem narciarskim.

## Kariera klubowa
Całą swoją karierę piłkarską Johansen spędził w klubie Vålerenga Fotball, w którym grał w latach 1923-1946.

## Kariera reprezentacyjna
W reprezentacji Norwegii Johansen zadebiutował 10 października 1926 roku w przegranym 3:4 towarzyskim meczu z Polską, rozegranym we Fredrikstad. W 1936 roku zdobył brązowy medal na igrzyskach olimpijskich w Berlinie. W 1938 roku został powołany do kadry na mistrzostwa świata we Francji i zagrał na nich w meczu z Włochami (1:2). Od 1926 do 1938 roku rozegrał w kadrze narodowej 48 meczów.